# フォルスタッフ (エルガー)
交響的習作『フォルスタッフ』（Falstaff – Symphonic Study ）作品68は、エドワード・エルガーが作曲した管弦楽曲。リストやリヒャルト・シュトラウスの手法による交響詩である。1913年のリーズ音楽祭のために作曲、初演された。
フォルスタッフとは、シェイクスピアの戯曲の登場人物であるサー・ジョン・フォルスタッフのことである。エルガーがこの作品で描いているのは、『ヘンリー四世 第1部』『ヘンリー四世 第2部』におけるフォルスタッフである。
単一楽章の作品であるが、エルガー自身の初演に際しての解説によれば、2つの短い間奏をともなう4つの部分から構成されている。シェイクスピアの戯曲におけるフォルスタッフの登場場面からなるストーリーを追っている。